# Casa de William T. Shepard
La Casa de William T. Shepard fue una residencia histórica cerca de Opp, Alabama, Estados Unidos.

## Historia
La casa fue construida en una comunidad de aserraderos llamada Poley, por William T. Shepard, un empresario de Pensacola que había llegado a administrar el aserradero en 1887. La comunidad tenía entre 1.000 y 1.500 personas, y estaba centrada en torno a Miller-Brent Lumber Company. Shepard se mudó a Montgomery en 1903 por otros negocios, pero regresó a Poley en 1906. Alrededor de 1908, construyó una casa grande y elaborada, que se convirtió en el centro social de la zona. El aserradero comenzó a declinar en la década de 1920 debido a la falta de madera, y el aserradero fue deconstruido y vendido. La casa estuvo ocupada por la familia Shepard hasta 1972, cuando fue adquirida por la Sociedad Histórica de Opp. La casa fue destruida por un incendio en 1976.

## Descripción
La casa era una estructura de dos pisos, que se decía que estaba construida con la "madera de mejor calidad disponible". Fue construido en forma de U alrededor de un gran cornejo. La fachada tiene un hastial central en el segundo piso, con tres ventanas abatibles dobles. Un porche de un piso sostenido por columnas de madera se extendía por el frente de la casa. La entrada principal era una puerta doble con un travesaño de 12 luces, flanqueada por ventanas francesas con travesaños similares. El primer piso contenía un salón de baile de 31 por 20 pies (9,4 por 6 m), con un balcón en el segundo piso con vista a la sala. El ala izquierda tenía dos dormitorios y un baño, mientras que el ala derecha tenía comedor, cocina, desayunador, despensa y pozo cubierto. El segundo piso tenía tres dormitorios, un baño y una sala de juegos.
La casa fue incluida en el Registro Nacional de Lugares Históricos en 1973.